# Pouzarella minuta
Pouzarella minuta är en svampart som först beskrevs av E. Horak, och fick sitt nu gällande namn av E. Horak 2008. Pouzarella minuta ingår i släktet Pouzarella och familjen Entolomataceae.   Inga underarter finns listade i Catalogue of Life.